# Dörrsjön
Dörrsjön är en sjö i Bergs kommun och Åre kommun i Jämtland och ingår i Ljungans huvudavrinningsområde. Sjön har en area på 2,18 kvadratkilometer och ligger 1 071,1 meter över havet. Sjön avvattnas av vattendraget Rövran.

## Delavrinningsområde
Dörrsjön ingår i det delavrinningsområde (699239-136682) som SMHI kallar för Utloppet av Dörrsjön. Medelhöjden är 1 153 meter över havet och ytan är 9,52 kvadratkilometer. Det finns inga avrinningsområden uppströms utan avrinningsområdet är högsta punkten. Rövran som avvattnar avrinningsområdet har biflödesordning 2, vilket innebär att vattnet flödar genom totalt 2 vattendrag innan det når havet efter 325 kilometer. Avrinningsområdet består mestadels av kalfjäll (77 procent). Avrinningsområdet har 2,19 kvadratkilometer vattenytor vilket ger det en sjöprocent på 22,9 procent.